# Tsitsikamma pedunculata
Tsitsikamma pedunculata är en svampdjursart som beskrevs av Samaai, Gibbons, Kelly och Davies-Coleman 2003. Tsitsikamma pedunculata ingår i släktet Tsitsikamma och familjen Latrunculiidae. Inga underarter finns listade i Catalogue of Life.